# خافيير كاموناس غاليغو
خافيير كاموناس غاليغو (بالإسبانية: Javier Camuñas Gallego) (مواليد 17 يوليو 1980 في مدريد - إسبانيا) لاعب كرة قدم إسباني يلعب حاليا لصالح نادي الدرجة الأولى فياريال الإسباني منذ 2011 في مركز الوسط المهاجم كما يجيد اللعب في مركز الجناح الأيمن والمهاجم .

## روابط خارجية
- خافيير كاموناس غاليغو على موقع قاعدة بيانات كرة القدم.إي يو (الإنجليزية)
- خافيير كاموناس غاليغو على موقع Soccerway.com (الإنجليزية)
- خافيير كاموناس غاليغو على موقع عالم كرة القدم.نت (الإنجليزية)
- خافيير كاموناس غاليغو على موقع AS.com (الإسبانية)